# Environmental art

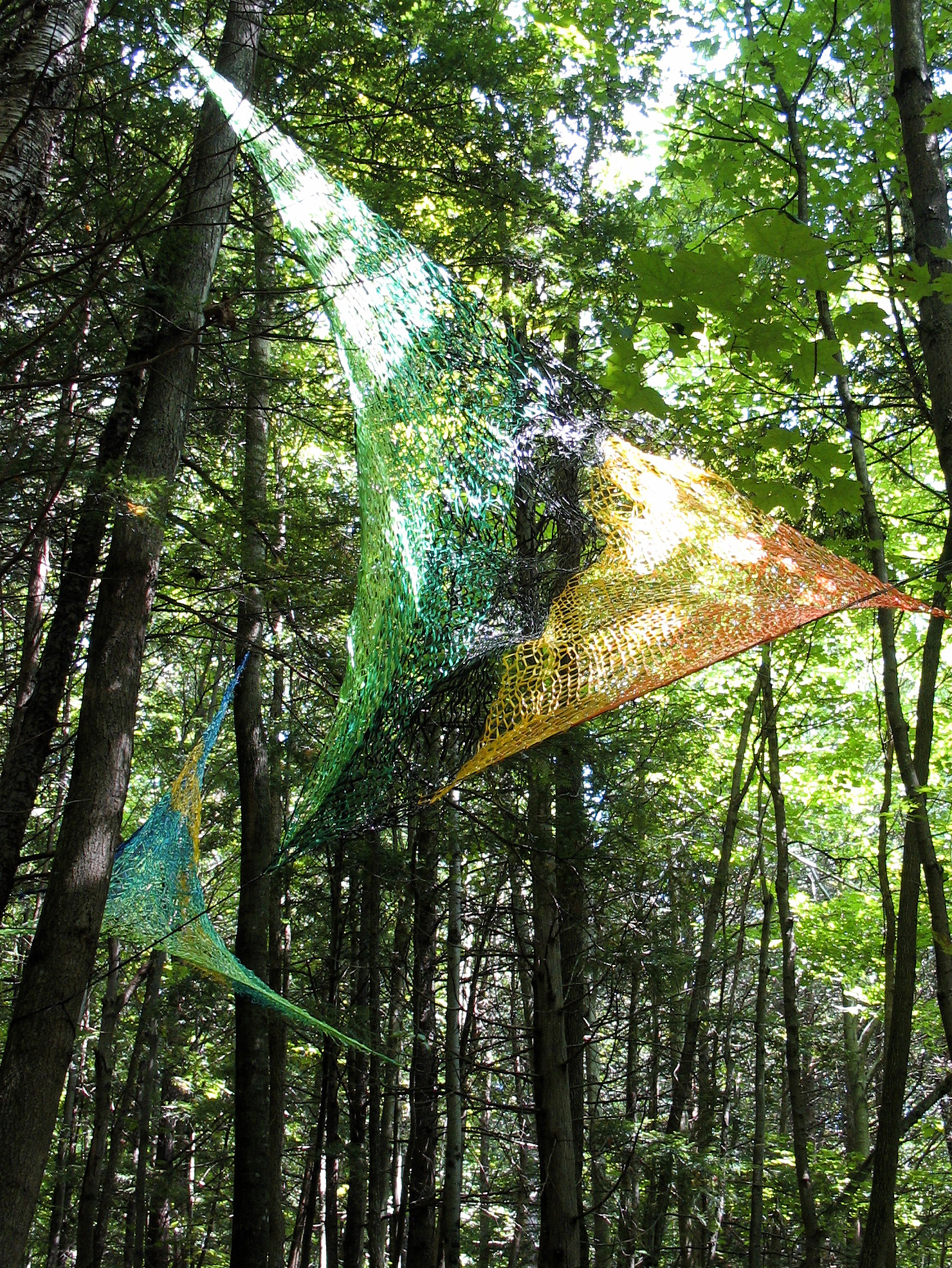
Edith Meusnier, Artefact, Bois de Belle Rivière, Québec, 2010

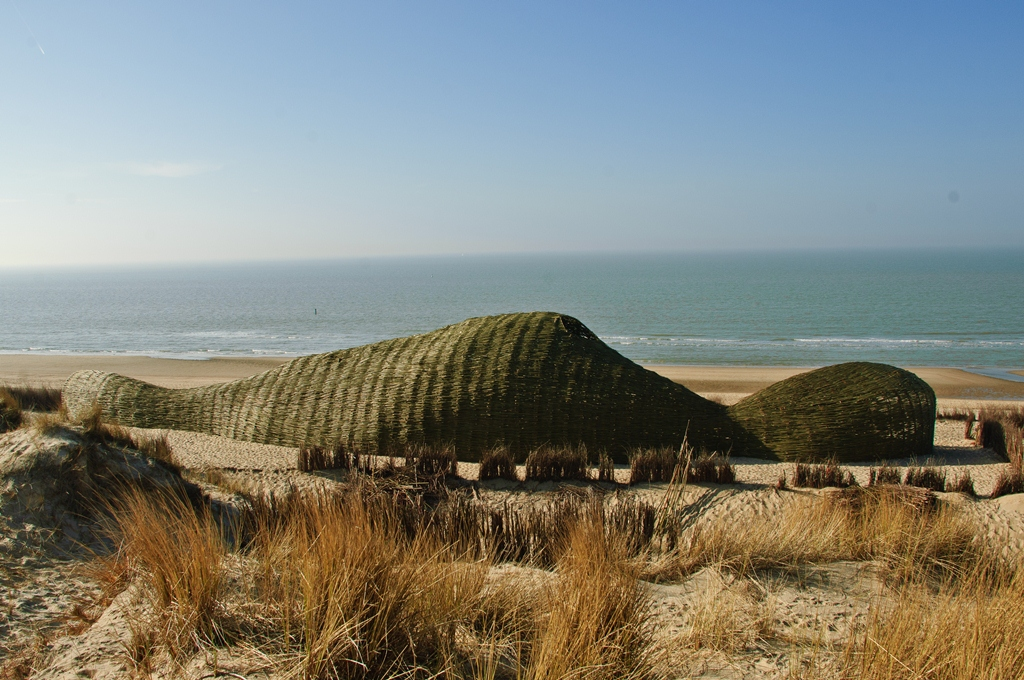
Marco Casagrande, Sandworm, Beaufort04 Triennial of Contemporary Art, Wenduine, Belgium, 2012

Az environmental art (environment, környezetszobrászat) a művészeti tevékenységeknek széles köre, mely magába foglalja mind a természet történelmi megközelítését a művészetben, mind a jelenlegi egyre inkább ökológiai és politikai motivációjú munkákat is. Az environmental art-ot környezetszobrászatra szokás fordítani, mely az emberi környezetnek olyan művészi szándékú átalakítását jelenti, aminek lehetnek szobrászati vonatkozásai, de egyrészt nem feltétlenül, másrészt nem csak a klasszikus szobrászati eljárásokkal. Az emberi környezet szinte bármilyen természetű, viszont nem gyakorlati és nem haszonelvű térbeli alakítása, plasztikai átrendezése érhető alatta. A földet, a környezetet szobrászata anyagának tekinti, de mélyebb kapcsolatot keres a rendszer, a folyamat és annak társadalmi vonatkozású jelenségei között. Társadalmi és ökológiai megközelítést integrálva a természet helyreállító szemlélete is sajátja az 1990-es évekbeli kiemelkedése óta.
Maga a kifejezés environmental art gyakran magába foglal „ökológiai” vonatkozásokat, de nem fő jellegzetessége. Elsődlegesen a művésznek a természettel való kapcsolatát jellemzi, ahol a természet a művészet anyaga. A koncepció jobban megérthető a land arttal és az ecological arttal való kapcsolatában. A terület interdiszciplináris abban értelemben, hogy az environmental art művészei tudományos, filozófiai gondolatokat is vallanak. Munkáik tárgyai a környezet széles skálájából származhatnak, lehet az rusztikus, urbánus vagy ipari jellegű is.

## Története

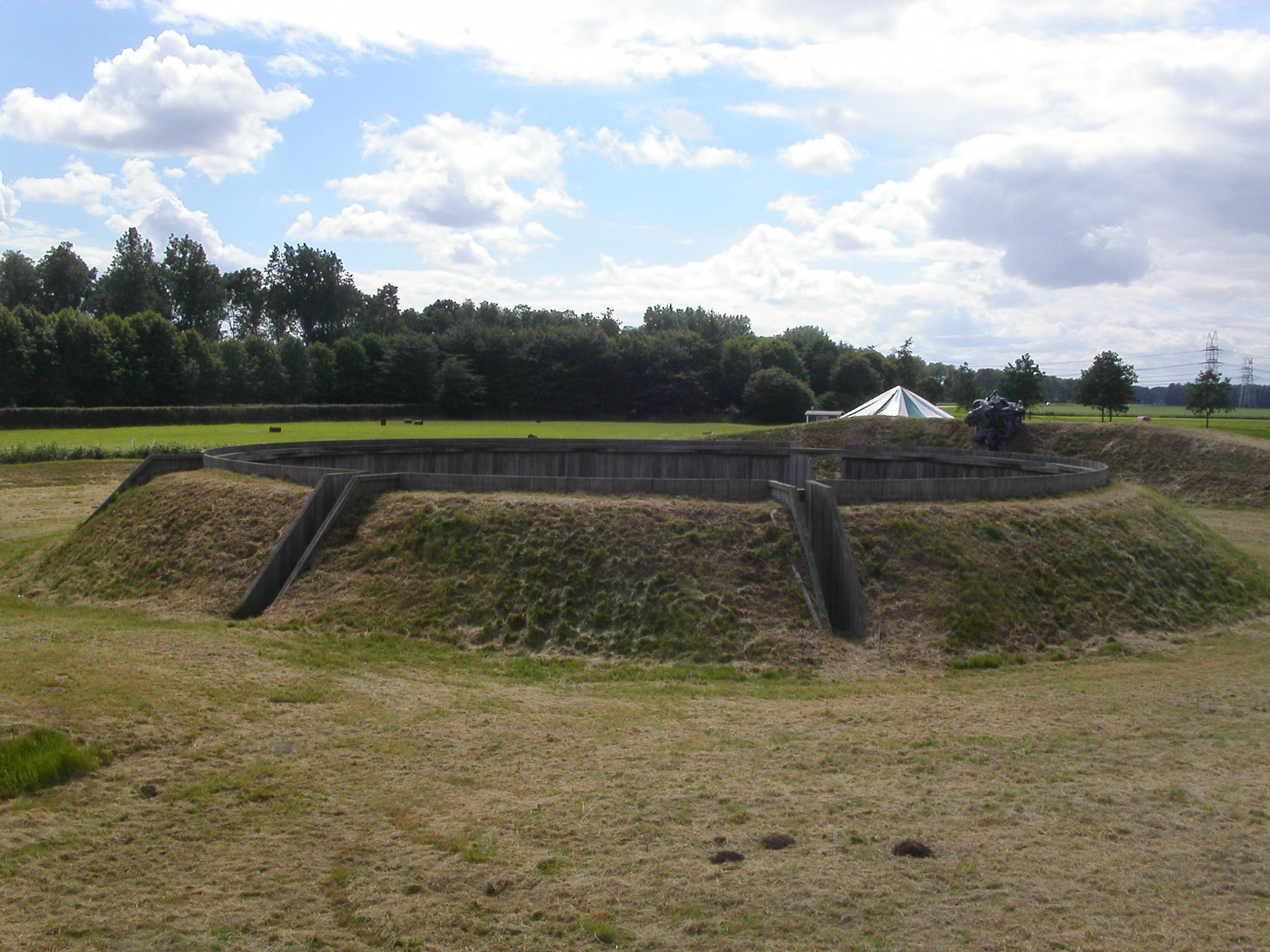
Robert Morris, Obszervatórium, Hollandia

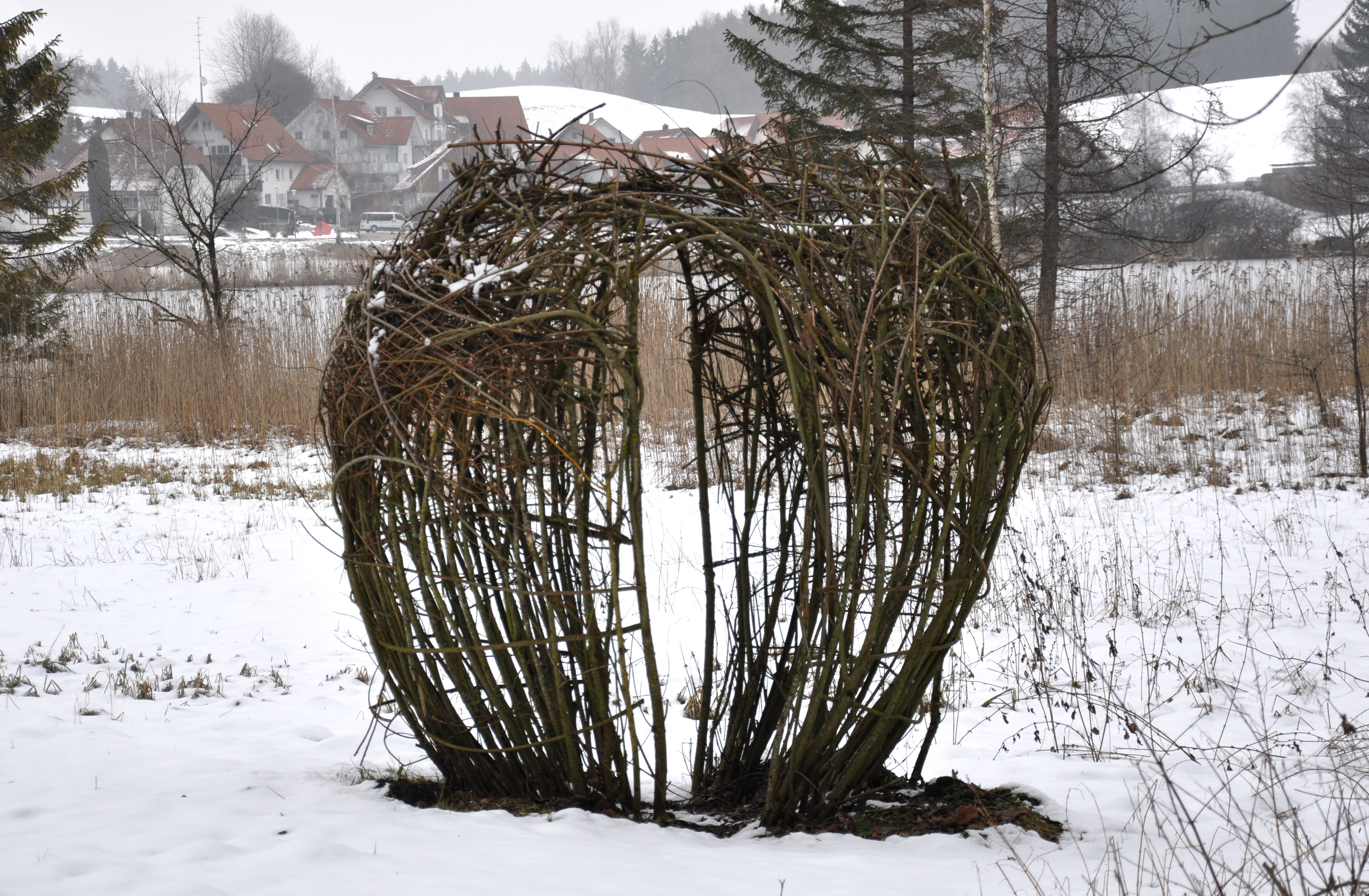
Caroline Laengerer, Poygonum-golyó, Weide, 2002

Az environmental art mozgalomként történő megjelenése az 1960-as évek végére, ’70-es évek elejére tehető. Korai szakaszában inkább a szobrászattal társították – site-specific art (helyspecifikus installációk) – a hagyományos szobrászati térformákkal és gyakorlatokkal való szembefordulásként, felismerve azokban a természetes környezettel való harmónia hiányát.
Első jelentős mérföldkő az 1968-ban Robert Smithson által a New York-i Dwan galériában “Earthworks” címmel rendezett kiállítás volt, ahol az installációk a tradicionális kiállítási szokásoktól eltérően, a művészeti piacnak hátat fordítva – részben túl nagy, részben a kiállítási térbe nem illeszthető alkotások – csak fotókon voltak láthatók. Nézeteik a galériák elhagyását és akár a pusztába való kilépést eredményezték, munkáik nemcsak ábrázolták a tájat, hanem annak részeivé is váltak.
Európai művészek, mint Nils Udo, Jean-Max Albert, vagy Piotr Kowalski, és mások az 1960-as évektől alkottak az environmental art műfajában.
Később a gyűjtőfogalomként használt environmental art kifejezés az 1970-es években mindinkább differenciálódott, jelentése alaposan kibővült, számos művészeti irányzatnak lett uralkodó vagy megtűrt műfaja – land art, arte povera, ecological art.
Míg a korai munkák a természetben, akár a pusztában voltak, az 1970-es évekre, az 1980-as évek elejére megjelentek a köztereken is alkotásaik, az environmental art fogalma bővült, a városi „tájkép”re is értendő lett. Agnes Denes, azaz Dénes Ágnes Wheatfield – A Confrontation (1982) installációja Manhattanben kéthektáros területen született.
Egyes értelmezések szerint a happening is az environmential artból keletkezett, a happeninget nem tekintve másnak, mint az environmential art aktív cselekvéssel való kibővítésének, mely szerint az environment – környezet – lehet a happening kész “díszlete” is, olyan environmentek is ismertek, melyek egy happening tárgyi maradványai.
A környezetszobrászat szinte elmaradhatatlan megjelenési formája a mozgás iránt érdeklődő képzőművészeti törekvéseknek, a fénydinamizmussal kísérletező mozgalmaknak és a térbeliség kihívására reagáló geometrikus irányzatoknak is. De az environmential art fogalmának további bővüléseként annak tárgyai immár nemcsak urbánus technológiai felületek, hanem ökológiai célú eszközök is lehetnek, mint az ecological art körébe is sorolható, Ralf Sandernek a szöuli Museum of Art-ban kiállított Világmentő gép III. c. alkotása, mely napenergiából jeget állít elő.

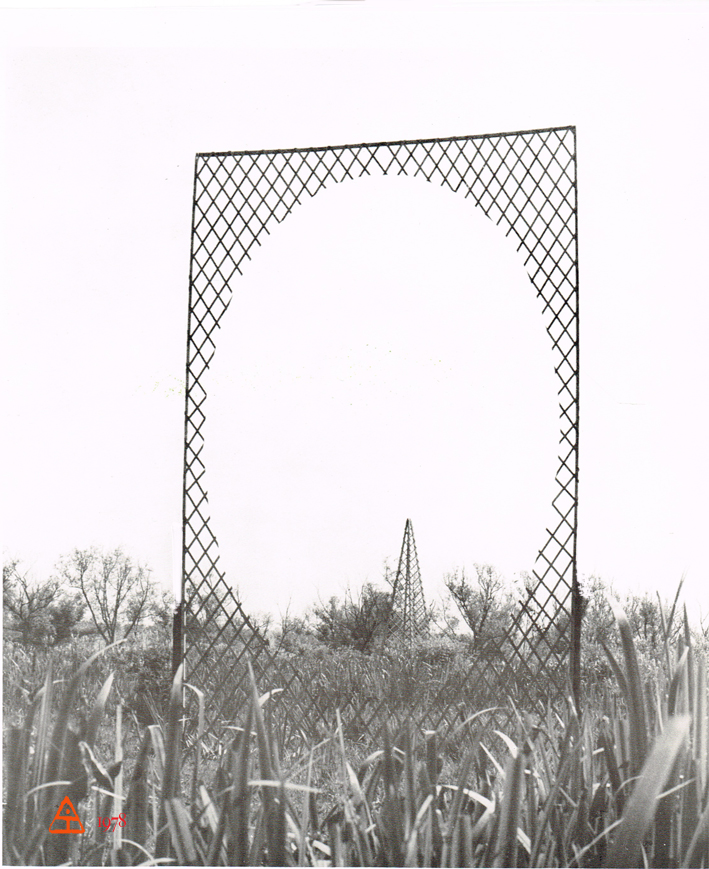
Jean-Max Albert, Pontok a pontokat az űrön át érik el (Természetszobrászat szimpózium, Bordeaux, 1978)
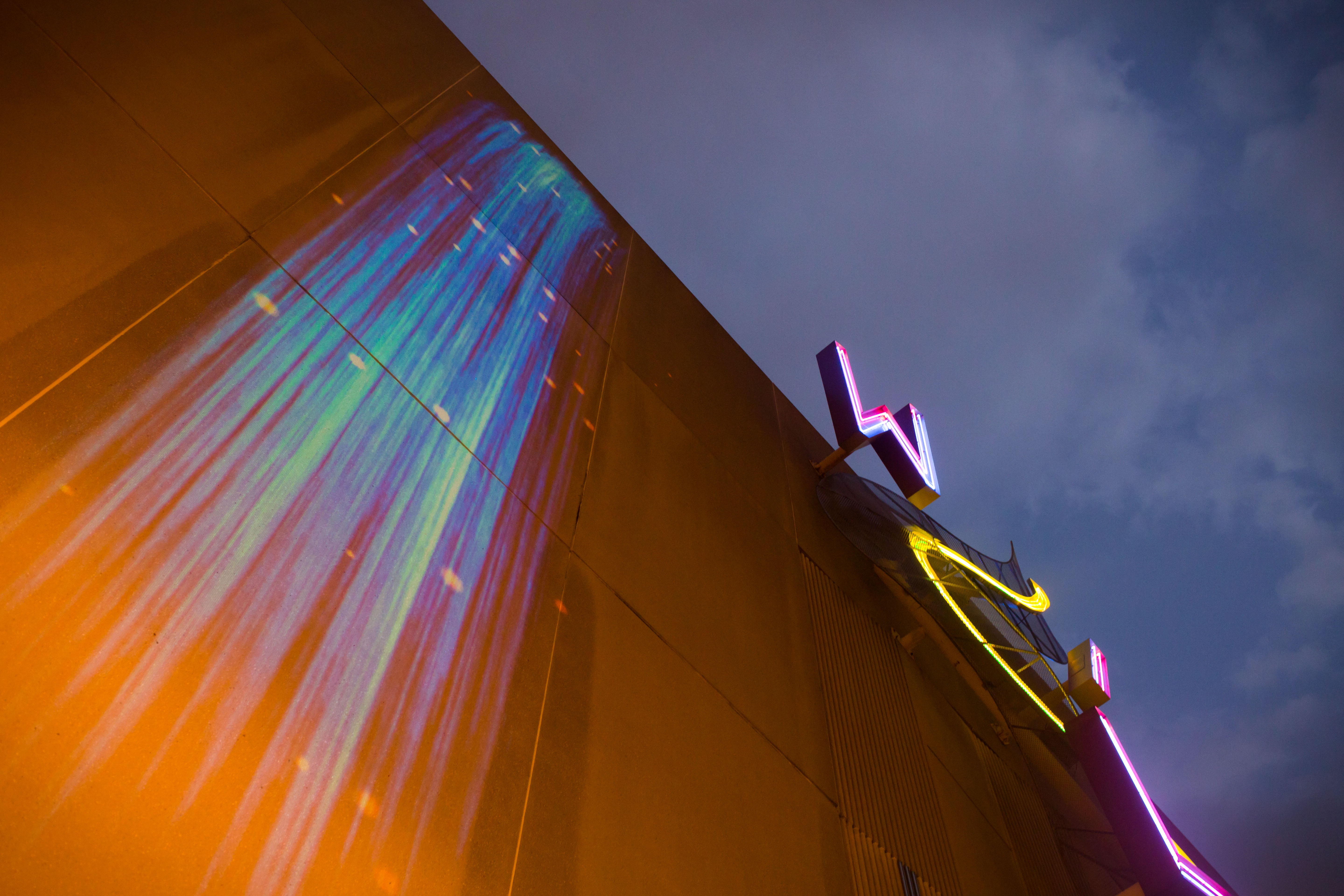
Andrea Polli: Részecske eső (Wilma Theater, Philadelphia, 2003)
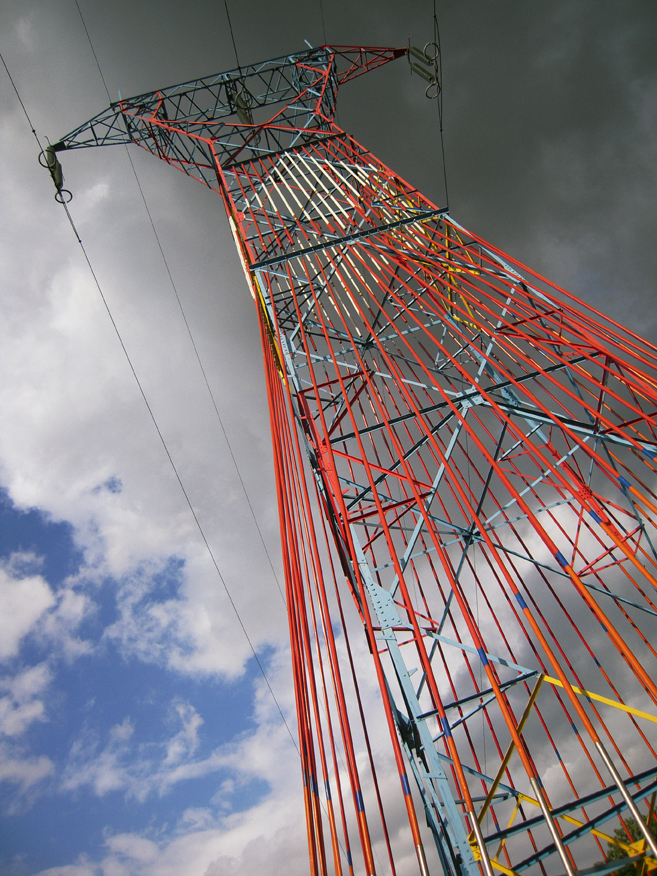
Paroucheva Source Energie pcp
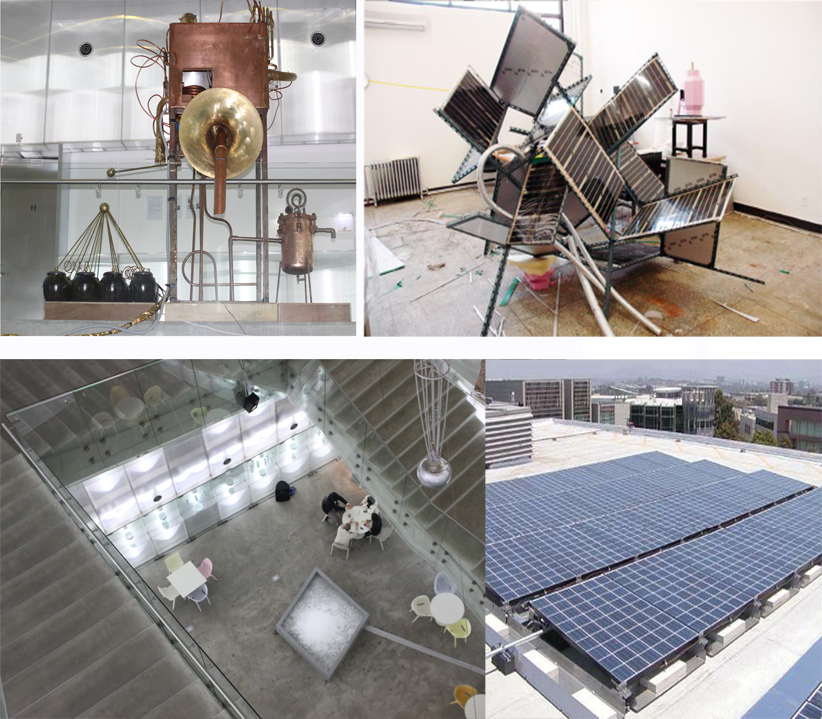
Ralf Sander Világmentő gép III. (Museum of Art, Szöul, Dél-Korea)